# Lac Marmette (réservoir Gouin)
Pour les articles homonymes, voir Marmette et Lac Marmette.
Ne doit pas être confondu avec Lac Marmette (rivière Bourlamaque).
Le lac Marmette est un plan d'eau douce situé dans la partie Centre-Nord du réservoir Gouin, dans le territoire de la ville de La Tuque (au Sud-Est du village d’Obedjiwan), dans la région administrative de la Mauricie, dans la province de Québec, au Canada.
Ce lac s’étend dans les cantons de Toussaint, de McSweeney, de Lemay et de Marmette.
Les activités récréotouristiques constituent la principale activité économique du secteur à cause de sa position stratégique, car la navigation de plaisance doit traverser ce plan d’eau vers l’Ouest, en empruntant la passe située au Sud de la pointe Est du village d’Obedjiwan, délimitant la partie Est du réservoir Gouin. La traversée du lac Toussaint (réservoir Gouin) permet d’accéder du côté Sud au lac Bureau (réservoir Gouin) et à la partie Ouest du réservoir Gouin via la passe entre la baie Kanatakompeak et la baie Aiapew.
Le bassin versant du lac Marmette est desservi indirectement du côté Nord par la route 212 reliant le village d’Obedjiwan à la rive Est du réservoir Gouin ; cette route permet l’accès au lac Toussaint (réservoir Gouin) et aux diverses baies de la rive Nord-Est du réservoir Gouin. Quelques routes forestières secondaires ont été aménagées sur la rive Nord-Nord du réservoir Gouin pour la coupe forestière et les activités récréatives.
La surface du lac Marmette est habituellement gelée de la mi-novembre à la fin avril, toutefois la circulation sécuritaire sur la glace se fait généralement du début décembre à la fin de mars. La gestion des eaux au barrage Gouin peut entraîner des variations significatives du niveau de l’eau particulièrement en fin de l’hiver où l’eau est abaissée en prévision de la fonte printanière.

## Géographie
Avant la fin de la construction du barrage La Loutre en 1916, créant ainsi le réservoir Gouin, le lac Marmette avait une dimension plus restreinte. Après le deuxième rehaussement des eaux du réservoir Gouin en 1948 dû à l’aménagement du barrage Gouin, le lac Marmette épousa sa forme actuelle.
Les principaux bassins versants voisins du lac Marmette sont :
- côté nord : baie Wapisiw, baie Eskwaskwakamak, lac Kawawiekamak, lac Mathieu, rivière Toussaint ;
- côté est : passe Piripohonan, passe Kapikakamicik, baie Wacawkak, lac McSweeney, lac Magnan (réservoir Gouin), lac Brochu (réservoir Gouin), passe Kapikakamicik ;
- côté sud : lac Bureau (réservoir Gouin), Rivière Nemio, lac Mikisiw Amirikanan, baie Ganipi, rivière Wacekamiw, lac Lepage (rivière Wacekamiw) ;
- côté ouest : lac Toussaint (réservoir Gouin), baie Kanatakompeak, baie Aiapew, lac Bourgeois (réservoir Gouin), baie Thibodeau, lac du Mâle (réservoir Gouin) ;
- côté Sud-Ouest : baie Kokotcew Onikam.

D’une longueur de 13,5 km et d’une largeur maximale de 5,3 km, le lac Marmette est délimité :
- à l’Ouest : par une longue presqu’île remontant vers le Nord (correspondant à la prolongation de la rive Est du lac Bureau (réservoir Gouin)) jusqu’à un passe d’une largeur de 1,8 km. La rive Nord de cette passe se situe à la pointe Est de Obedjiwan. Cette passe relie le lac Marmette au lac Toussaint (réservoir Gouin) ;
- au Nord : une île d’un diamètre de 0,9 km située à 0,3 km de la pointe Est de Obedjiwan, démarquant la partie Sud de la baie Wapisiw ;
- au Nord-Est : une île (non identifiée) étroite d’une longueur de 2,6 km démarquant la limite Sud-Ouest le lac Kawawiekamak ; la passe Kapikakamicik sépare cette île avec une autre île (longueur : 2,0 km) non identifiée plus au Sud ;au Nord-Est : une grande île (non identifiée) d’une longueur de 22,0 km (s’étirant vers le Sud-Est) laquelle est bordée au Nord par le lac Kawawiekamak et au Sud par le lac McSweeney ainsi que la partie Nord-Est du lac Marmette ;
- à l’Est : par un archipel dont l’île la plus longue comporte une longueur de 6,2 km, démarquant la partie Nord-Ouest du lac McSweeney.

L’embouchure du lac Marmette est localisée à l’Est du lac, où le courant traverse l’archipel, soit à :
- 4,4 km au Sud-Est de la passe qui sépare la partie Est du réservoir Gouin avec le lac Toussaint (réservoir Gouin) (partie Centre-Nord) ;
- 11,4 km à l’Est de la passe qui sépare la partie Ouest du réservoir Gouin (via la baie Aiapew avec le lac Toussaint (réservoir Gouin) ;
- 7,4 km à l’Est du centre du village de Obedjiwan ;
- 63 km au Nord-Ouest du barrage Gouin ;
- 113,4 km au Nord-Ouest du centre du village de Wemotaci (rive Nord de la rivière Saint-Maurice) ;
- 210 km au Nord-Ouest du centre-ville de La Tuque ;
- 307 km au Nord-Ouest de l’embouchure de la rivière Saint-Maurice (confluence avec le fleuve Saint-Laurent à Trois-Rivières)[2].

À partir de l’embouchure du lac Marmette, le courant coule sur 76,8 km vers l’Est, puis vers le Sud-Est, jusqu’au barrage Gouin, en traversant notamment, le lac McSweeney, le lac Nevers (réservoir Gouin), le lac Brochu (réservoir Gouin) et la baie Kikendatch.
À partir de ce barrage, le courant emprunte la rivière Saint-Maurice jusqu’à Trois-Rivières où il se déverse sur la rive Nord du fleuve Saint-Laurent.

## Toponymie
Le toponyme "Lac Marmette " a été officialisé le 18 décembre 1986 par la Commission de toponymie du Québec.